# ТЕС Бату-Хіджау
8°54′7″ пд. ш. 116°44′22″ сх. д. / 8.90194° пд. ш. 116.73944° сх. д.
ТЕС Бату-Хіджау (Batu Hijau) – теплова електростанція на західному узбережжі індонезійського острова Сумбава.
З 2000 року на Сумбаві діє гірничодобувний комплекс компанії PT Amman Mineral Nusa Tenggara (AMMAN), який продукує мідь та золото. Для забезпечення його енергетичних потреб спорудили електростанцію із чотирьох вугільних блоків з паровими турбінами потужністю по 28 МВт. Крім того, існують резервні потужності із дев’яти генераторних установок на основі двигунів внутрішнього згоряння потужністю по 5 МВт.
В 2022 році уклали контракт на значне підсилення генеруючого майданчику за рахунок спорудження двох блоків, що використовуватимуть енергоефективну технологію комбінованого парогазового циклу (проект BHCCPP-1).  Кожен з блоків матиме потужність у 225 МВт, що забезпечуватимуть три газові турбіни потужністю по 57 МВт, які через відповідну кількість котлів-утилізаторів живитимуть одну парову турбіну. Як паливо використовуватимуть нафтопродукти або природний газ, який доправлятимуть у зрідженому вигляді.